# Elisabeth Wilhelmine von Civry

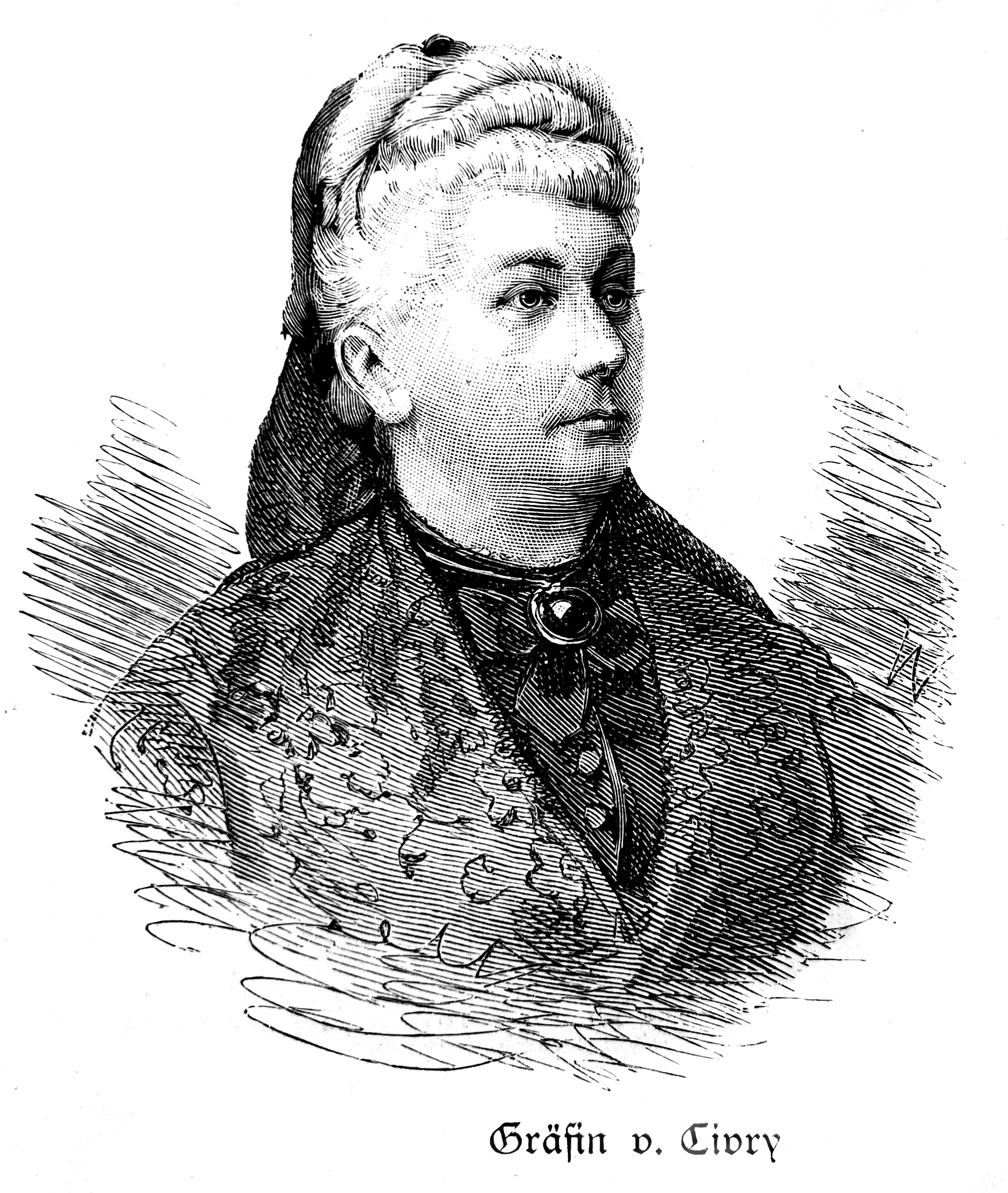
Gräfin Elisabeth Wilhelmine von Civry

Elisabeth Wilhelmine von Civry, geborene Gräfin von Colmar (* 5. Juli 1826 in Wendessen; † 1. November 1880 in Paris) war eine uneheliche Tochter des Braunschweiger Herzogs Karl II. und der englischen Lady Charlotte Colville.

## Leben
Elisabeth Wilhelmine wurde als illegitime Tochter Herzog Karl II. von Braunschweig und der Londoner Lady Charlotte Colville in Wendessen geboren. Ihren Namen erhielt sie nach ihrer Großmutter, der Großherzogin Marie von Baden und ihr wurde der Titel „Gräfin von Colmar“ gegeben. Ihre Mutter floh mit ihr nach London, als sie zwei Jahre alt war. Der Herzog folgte ihnen und sorgte dafür, dass sie in Notting Hill in eine Schule geschickt und von Louise Dulcken in Musik und von Madame Bourdin im Tanz unterrichtet werden sollte. 1835 holte er sie zu sich nach Paris, wo er im Exil lebte. Sie wurde in die Obhut von Baron und Baroness von Andlau gegeben. Sie besuchte dort eine Schule in Nancy, wo sie im Alter von sechzehn Jahren die Predigten von Pere Jean Baptiste Henri Lacordaire gehört hatte. Anfangs erhielt sie finanzielle Zuwendungen durch ihren Vater, bis sie, durch Lacordaires Reden beeinflusst, zum Katholizismus konvertierte. Da der Herzog dadurch seine Pläne, den Braunschweiger Thron zurückzuerlangen, gefährdet sah, verstieß er sie nun. 1847 wurde sie in London mit dessen Zustimmung mit Pierre Antoine Eugene du Collin, Graf von Civry vermählt. Ein Jahr später musste ihr Gemahl all seine Güter verkaufen und verarmte. Sie hatten acht gemeinsame Kinder, darunter den Radsportler Frédéric de Civry (1861–1893).
Im Jahr 1863 reichte die Gräfin vor dem Pariser Tribunal Anklage auf standesgemäße Versorgung gegen den Herzog ein, den er ihr als seiner Tochter und Prinzessin von Braunschweig-Lüneburg schulde. Der Herzog verweigerte ihr jegliche Ansprüche und gewann diesen Prozess im Jahr 1865. Ihr hätte nach dem Code civil im Falle eines Prozessgewinns ein Erbteil zugestanden. Nach dem Tode ihres Vaters klagte sie 1876 erneut um die Anerkennung der Vaterschaft Herzog Karls, dieses Mal vor dem Gericht in Braunschweig. Sie verstarb jedoch noch während der laufenden Verhandlungen. Ihre Kinder setzten das Anspruchsbegehren an ihrer Stelle fort. Letztendlich wurde allerdings ein Anspruch auf Anerkennung der Vaterschaft gerichtlich nicht durchgesetzt, was einerseits zur Erlangung von Erbansprüchen nötig gewesen wäre und andererseits die Stadt Genf begünstigte, die einen erheblichen Teil des Vermögens von Karl II. geerbt hatte.

## Schriften
- Pelerinages en Lorraine. Notre-Dame de Bon-Secours a Nancy. Impr. A. Francois, Paris um 1844, OCLC 39245500.
- Notre-Dame de Sion-Vaudémont (Meurthe) (= Pélerinages en Lorraine, II). Vagner, Nancy 1845, OCLC 39245407.